# یک سیب‌زمینی، دو سیب‌زمینی
یک سیب‌زمینی، دو سیب‌زمینی (انگلیسی: One Potato, Two Potato) فیلمی در ژانر رمانتیک و درام است که در سال ۱۹۶۴ منتشر شد. از بازیگران آن می‌توان به باربارا باری، برنی همیلتون، ریچارد مالیگن، و رابرت ارل جونز اشاره کرد.
باربارا باری جایزه بهترین بازیگر زن جشنواره فیلم کن سال ۱۹۶۴ میلادی را برای بازی در این فیلم دریافت کرد.